# Interruptor de circuit per falla d'arc

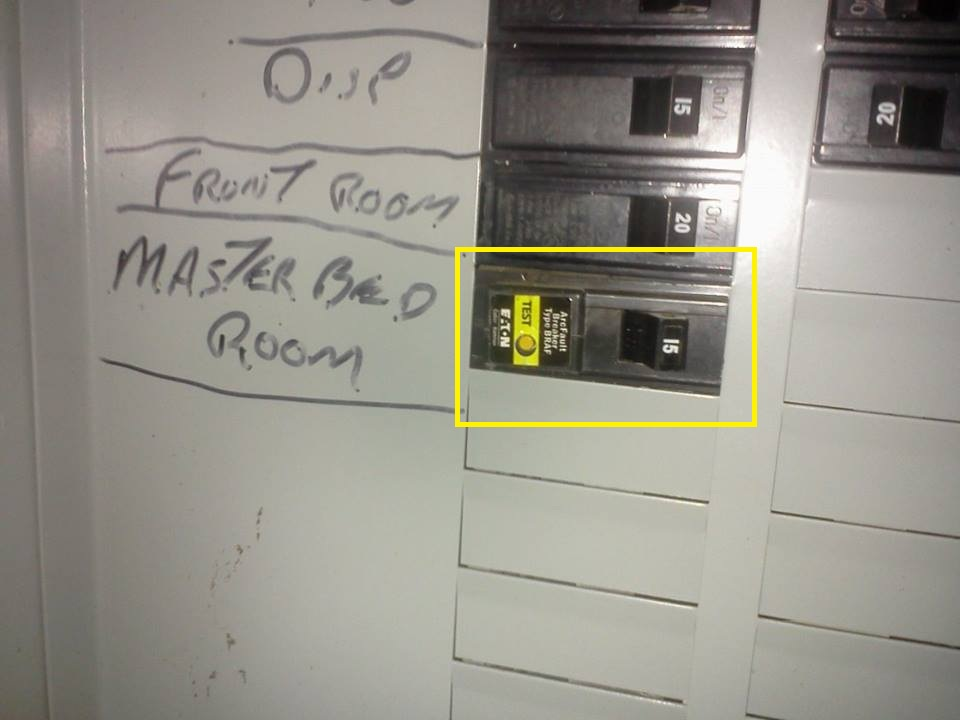
Aquest AFCI (l'interruptor amb l'etiqueta groga) és un interruptor AFCI de generació més antiga. Els dispositius actuals (a partir del 2013) s'anomenen "tipus combinat".

Un interruptor de circuit per fallada d'arc (AFCI) o dispositiu de detecció de fallada d'arc (AFDD) és un interruptor que interromp el circuit quan detecta els arcs elèctrics que són una signatura de connexions soltes en el cablejat domèstic. Les connexions soltes, que es poden desenvolupar amb el temps, de vegades poden escalfar-se prou com per encendre incendis domèstics. Un AFCI distingeix selectivament entre un arc inofensiu (accidental al funcionament normal d'interruptors, endolls i motors amb escombretes) i un arc potencialment perillós (que es pot produir, per exemple, en un cable de làmpada que té un conductor trencat).

Mode de falla d'arc 3. Sèrie

Al Canadà i als Estats Units, els codis elèctrics exigeixen l'ús de disjuntors AFCI per als circuits que alimenten les preses de corrent dels dormitoris residencials des de principis del segle XXI; el Codi Elèctric Nacional dels EUA els exigeix per protegir la majoria de les preses de corrent residencials des del 2014, i el Codi Elèctric Canadenc des del 2015.
A les regions que utilitzen 230 V, la combinació de tensions més altes i corrents de càrrega més baixes fa que es requereixin diferents condicions per iniciar una falla d'arc que no es crema ni es solda a un curtcircuit després d'un curt temps, i hi ha diferents característiques d'arc un cop produït. Per això, a l'Europa Occidental (on en molts països un subministrament domèstic pot ser de 400 V trifàsic) i al Regne Unit (on a nivell nacional és comú un subministrament monofàsic de 230 V), l'adopció és més lenta i el seu ús és opcional, i només és obligatori en llocs específics d'alt risc. Les regulacions australianes i neozelandeses – Normes de cablejat (AS NZS 3000:2018) no requereixen la instal·lació d'AFDD a Austràlia. No obstant això, a Nova Zelanda tots els subcircuits finals amb classificacions de fins a 20 A requerirà la protecció d'una AFDD si abasteix llocs amb risc d'incendi significatiu, llocs que contenen articles irreemplaçables, certs edificis històrics i endolls en dormitoris escolars. La majoria d'endolls en aquests països es troben en circuits amb una capacitat nominal de 20 A o menys.

Mode de falla d'arc 1. Paral·lel L-N

Als EUA, es diu que les fallades d'arc són una de les principals causes d'incendis elèctrics residencials. Cada any als Estats Units, més de 40.000 incendis s'atribueixen al cablejat elèctric de les llars. Aquests incendis provoquen més de 350 morts i més de 1.400 ferits cada any.
Els interruptors automàtics convencionals només responen a sobrecàrregues i curtcircuits, de manera que no protegeixen contra condicions d'arc que produeixen un corrent erràtic i sovint reduït. Els AFCI són dispositius dissenyats per protegir contra incendis causats per arcs elèctrics en el cablejat elèctric de la llar. El circuit AFCI controla contínuament el corrent i discrimina entre condicions d'arc normals i no desitjades. Un cop detectat, l'AFCI obre els seus contactes interns, desconnectant així el circuit i reduint la possibilitat que es produeixi un incendi.

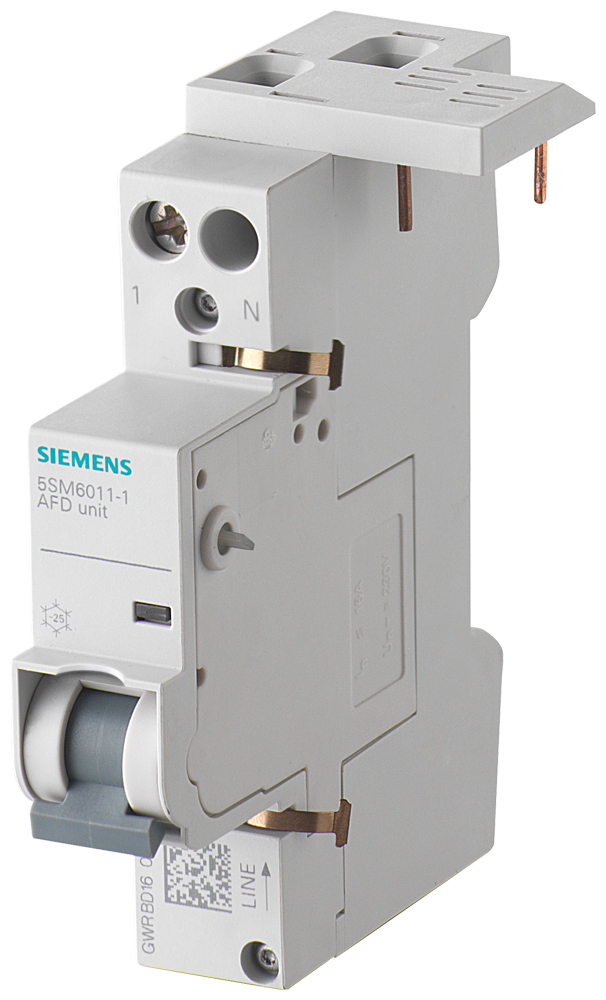
Combinació LS o FI de Siemens AFDD

## Principi de funcionament
L'electrònica dins d'un interruptor AFCI detecta corrent elèctric alternant a freqüències característiques, normalment al voltant de 100 kHz, que se sap que estan associats amb arcs elèctrics de filferro, que es mantenen durant més d'uns pocs mil·lisegons. Un interruptor combinat AFCI proporciona protecció contra arcs paral·lels (línia a neutre), arcs en sèrie (un segment solt, trencat o d'alta resistència en una sola línia), arcs a terra (de línia o neutre a terra), sobrecàrrega i curtcircuit. L'AFCI obrirà el circuit si es detecta un arc perillós.
Quan s'instal·len com a primera presa de corrent en un circuit derivat, els endolls AFCI proporcionen protecció contra arcs en sèrie per a tot el circuit derivat. També proporcionen protecció contra arcs paral·lels per al circuit derivat que comença al receptacle AFCI. A diferència dels interruptors AFCI, els receptacles AFCI es poden utilitzar en qualsevol sistema de cablejat independentment del panell.

## Limitacions
Els AFCI estan dissenyats per protegir contra incendis causats per fallades d'arc elèctric. Tot i que la sensibilitat dels AFCI ajuda en la detecció de fallades d'arc, aquests interruptors també poden indicar falsos positius identificant els comportaments normals dels circuits com a fallades d'arc. Per exemple, els llamps proporcionen perfils de voltatge i corrent que s'assemblen a les falles d'arc, i els aspiradors i algunes impressores làser activen els AFCI. Aquest disparament molest redueix l'eficàcia general dels AFCI. Es continua investigant els avenços en aquest àmbit.
Els AFCI també són coneguts per ser sensibles (disparos falsos) a la presència d'energia de radiofreqüència, especialment dins de l'anomenat espectre d'alta freqüència (HF) (3-30 MHz), que inclou la radiodifusió legítima d'ona curta, les comunicacions aèries i marines sobre l'horitzó, la ràdio amateur i les operacions de ràdio de banda ciutadana. Les sensibilitats i la mitigació es coneixen des del 2013.
Els interruptors automàtics AFCI inclouen un interruptor automàtic de temps invers estàndard, però no proporcionen cap protecció específica contra connexions "brillants" (també conegudes com a connexió d'alta resistència), tensions de línia altes o tensions de línia baixes.
Un AFCI no detecta una tensió de línia alta causada per un neutre obert en un circuit derivat de diversos cables. Un circuit derivat multifils utilitza els dos cables energitzats d'un corrent de 120–240V de fase dividida en V. Si el neutre es trenca al llarg del camí de retorn al panell de disjuntors, els dispositius connectats des d'un corrent de 120V el cable V al neutre pot experimentar un excés de voltatge, fins a dues vegades el normal.
Els AFCI no detecten baixa tensió de línia. Una baixa tensió de línia pot fer que els relés electromecànics s'apaguin i s'encenguin repetidament, o "parlotegin". Si el corrent flueix a través dels contactes de càrrega, provoca un arc a través dels contactes a mesura que s'obren. L'arc pot oxidar, corroir i fondre els contactes. Aquest procés pot augmentar la resistència de contacte, sobreescalfar el relé i provocar incendis. Els interruptors de circuit per fallades de corrent estan dissenyats per evitar incendis per baixa tensió a les càrregues.